# Aurigo
Aurigo est une commune italienne de la province d'Imperia dans la région Ligurie en Italie.

## Administration
| Période                                  | Période | Identité | Étiquette | Qualité |
| ---------------------------------------- | ------- | -------- | --------- | ------- |
|                                          |         |          |           |         |
| Les données manquantes sont à compléter. |         |          |           |         |

### Hameaux
Conio,Poggialto,Ville San Pietro,Ville San Sebastiano

### Communes limitrophes
Borgomaro, Pieve di Teco, Rezzo (Italie)